# Showtime (film)
Showtime – amerykański film z 2002 roku w reżyserii Toma Deya.

## Opis fabuły
Mitch i Trey to policjanci, którzy stają się bohaterami reality show pt. Showtime.

## Obsada
- Robert De Niro – Mitch
- Eddie Murphy – Trey
- Rene Russo – Chase Renzi
- William Shatner – gra siebie
- Chris Ufland – Reporter
- Nestor Serrano – Ray
- Jullian Dulce Vida – J.J.
- Joy Bryant – Lexi